# Sasi
Sasi  (lat. Saxones, njem. Sachsen, od starovisokonjem. sahsonotas: ljudi mača) su germanski plemenski savez čija je prapostojbina bila na području kasnije Danske u području Schleswig-Holstein. Pod pritiskom Franaka, Sasi se šire iz Danske prema zapadnoj Europi između 3. i 5 stoljeća. Dio Sasa (u engleskom jeziku nazivani Saxons) je s Anglima i Jutima iz sjeverne Njemačke, Danske i Nizozemske prešao na Britansko otočje u 5 i 6. stoljeću, gdje su se pretopili u kasnije Engleze. Njihovo ime danas se tamo očuvalo u nazivima Wessex, Essex i Sussex. Dio Sasa ostao je živjeti u Njemačkoj, gdje se još u području Saske razlikuju od ostalih njemačkih skupina, Švaba, Bavaraca i Franaka.

## Povijest
Sase je prvi put u izvorima spomenuo aleksandrijski matematičar, geograf i astronom Klaudije Ptolemej (o. 85. - o. 165.) i smjestio ih na područje sjeverno od rijeke Labe na području Schleswig-Holsteina. U 3. i 4. stoljeću prodrijeli su na zapad i jugozapad do prostora rijeke Weser. Dio Sasa se zajedno s Anglima i Jutima preselio u 5. i 6. stoljeću u Britaniju, gdje su osnovala svoja kraljevstva, dok se ostatak Sasa proširio do rijeke Rajne i došao u susjedstvo Franaka s kojima su se stalno sukobljavali.
Prostor Sasa na prostoru današnje Njemačke obuhvaćao je na prijelazu iz 7. u 8. stoljeće područje između Labe, Saalea, Unstruta, Harza, gornje Leine, Diemela, Ruhra i IJssela. Budući da ih franačke kršćanske misije sa središtima u Utrechtu i Deventeru nisu uspjele pacificirati i približiti kršćanstvu, franački kralj Karlo Veliki odlučio ih je pokoriti te je 772. godine pokrenuo veliki rat koji je, s prekidima, vodio do 804. godine. Zbog nepokornosti Sasa, Karlo Veliki je 782. godine uveo zakon Capitulatio de partibus Saxoniae kojim su se predviđale oštre kazne za nepokoravanje i odbijanje prihvaćanja kršćanstva. Međutim, stroge kazne i uvođenje feudalnog uređenja potaknuli su nove saske ustanke, zbog čega je Karlo Veliki morao 797. godine ublažiti kazne uvođenjem zakona Capitulare Saxonicum. Unatoč poteškoćama, Karlo Veliki je do 804. godine uspio pokoriti zadnja saska plemena te su tijekom 9. stoljeća raspao saski rodovski sustav i oblikovalo ranofeudalno društvo. U 9. stoljeću donesen je Lex Saxonum kojim je kodificirano sasko običajno pravo. Istovremeno, na području Istočne Franačke utemeljena je zasebna Kneževina Saska.
Između 11. i 13. stoljeća Sasi su zajedno s drugim Nijemcima osvojili i kolonizirali zapadne slavenske zamlje (Gornja Saska). U srednjem vijeku naziv Sasi koristio se za Nijemce, najčešće rudare, obrtnike i trgovce koji su se naselili u Erdelj, Bosnu i Rašku.